# Stazione di Bruca
La stazione di Bruca è una stazione ferroviaria posta sulla linea Palermo-Trapani (via Milo). Serviva il centro abitato di Bruca, frazione del comune di Buseto Palizzolo; dal 2002 è in uso come posto di movimento.

## Storia
La stazione entrò in servizio il 15 settembre 1937, all'attivazione della tratta ferroviaria da Alcamo Diramazione a Trapani.
Venne declassata a posto di movimento con il cambio orario del 15 dicembre 2002.